# Square Raoul-Follereau
Le square Raoul-Follereau est un square du 10e arrondissement de Paris.

## Situation et accès
Il est aménagé sur la place Raoul-Follereau. Celle-ci est piétonne et surplombe de quelques marches le quai de Valmy qui longe le canal Saint-Martin. Ce dernier est donc visible depuis le square.
Le square est desservi à proximité par la ligne 7 à la station Château-Landon.

## Origine du nom
Ce square rend hommage au philanthrope dévoué aux lépreux, Raoul Follereau (1903-1977).